# Draft de l'NBA del 1963
El Draft de l'NBA de 1963 només va donar un futur membre del Basketball Hall of Fame, Nate Thurmond, escollit en tercera posició.

## Primera ronda
|  | = All-Star     |
|  | = Hall of Fame |

| Posició | Jugador          | Nacionalitat | Equip de l'NBA         | Origen (Universitat/club) |
| ------- | ---------------- | ------------ | ---------------------- | ------------------------- |
| 1       | Art Heyman       | Estats Units | New York Knicks        | Duke                      |
| 2       | Rod Thorn        | Estats Units | Baltimore Bullets      | West Virginia             |
| 3       | Nate Thurmond    | Estats Units | San Francisco Warriors | Bowling Green             |
| 4       | Eddie Miles      | Estats Units | Detroit Pistons        | Seattle                   |
| 5       | Tom Thacker      | Estats Units | Cincinnati Royals      | Cincinnati                |
| 6       | Gerry Ward       | Estats Units | St. Louis Hawks        | Boston College            |
| 7       | Tom Hoover       | Estats Units | Syracuse Nationals     | Villanova                 |
| 8       | Roger Strickland | Estats Units | Los Angeles Lakers     | Jacksonville              |
| 9       | Bill Green       | Estats Units | Boston Celtics         | Colorado State            |

## Segona ronda
| Posició | Jugador         | Nacionalitat | Equip de l'NBA         | Origen (Universitat/club) |
| ------- | --------------- | ------------ | ---------------------- | ------------------------- |
| 10      | Jerry Harkness  | Estats Units | New York Knicks        | Loyola (IL)               |
| 11      | Gus Johnson     | Estats Units | Baltimore Bullets      | Idaho                     |
| 12      | Gary Hill       | Estats Units | San Francisco Warriors | Oklahoma City             |
| 13      | Jerry Smith     | Estats Units | Detroit Pistons        | Furman                    |
| 14      | Jim King        | Estats Units | Los Angeles Lakers     | Tulsa                     |
| 15      | Leland Mitchell | Estats Units | St. Louis Hawks        | Mississippi State         |
| 16      | Hershell West   | Estats Units | Syracuse Nationals     | Grambling                 |
| 17      | Mel Gibson      | Estats Units | Los Angeles Lakers     | Western Carolina          |
| 18      | Ken Saylors     | Estats Units | St. Louis Hawks        | Arkansas Tech             |